# ABSYS
ABSYS fue un joven lenguaje de programación declarativo creado por la Universidad de Aberdeen que anticipó una serie de características de la sistemática del lenguaje de programación Prolog.